# Odarka Bandriwska

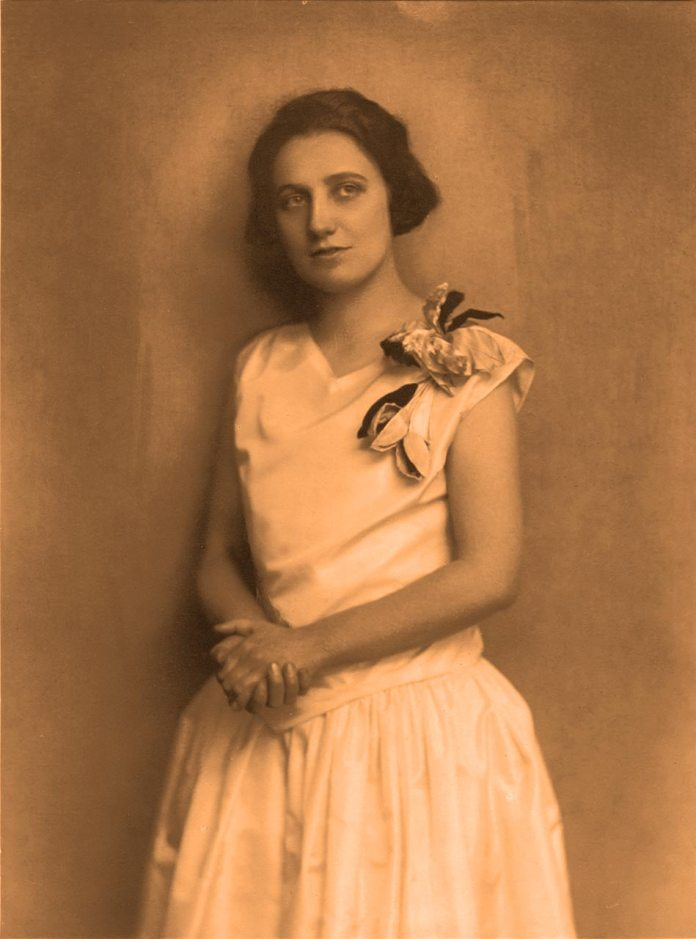
Odarka Bandriwska

Odarka Karliwna Bandriwska (ukrainisch Одарка Карлівна Бандрівська, * 17. März 1902 in Grybów, Galizien; † 5. Mai 1981 in Lwiw) war eine sowjetisch-ukrainische Sängerin (Dramatischer Sopran), Pianistin und Lehrerin.

## Biografie
1922 schloss sie ihr Studium an der Höheren Musikhochschule in Lwiw in den Hauptfächern Klavierspiel und Sologesang ab. 1927 schloss sie ein Studium an der geisteswissenschaftlichen Fakultät der Universität Lwiw ab. Von 1924 bis 1928 studierte sie Gesang am Konservatorium der Polnischen Musikgesellschaft in Lwiw. Sie verbesserte ihre Klavierkenntnisse 1922 bis 1923 an der Universität für Musik und darstellende Kunst Wien und ihre Gesangskünste 1928 bis 1929 bei ihrer Tante Salome Kruschelnytska in Mailand und Viareggio.
1929 kehrte sie nach Lwiw zurück. Von 1929 bis 1949 tourte sie als Sängerin und Pianistin durch die Ukraine, Polen und Österreich. Sie trat unter anderem zusammen mit Wassyl Barwinskyj auf. In Lwiw arbeitete sie von 1931 bis 1939 an der Nationalen Mykola Lysenko-Musikakademie als Dozentin für Sologesang und von 1940 bis 1963 als außerordentliche Professorin der Gesangsfakultät. Während des Zweiten Weltkrieges arbeitete sie auch an einer staatlichen Musikschule in Lwiw.
Im Rahmen ihrer pädagogischen Tätigkeit verfasste sie wissenschaftliche Arbeiten, die die Besonderheiten der Aufführung kammermusikalischer Gesangstexte slawischer und europäischer Komponisten sowie die Grundsätze der Gesangsschulen verschiedener Jahrhunderte beschrieben. Außerdem gründete sie ihre eigene Gesangschule. Bandriwska sammelte und bewahrte das Archiv ihrer Tante, auf dessen Grundlage das Salome Kruschelnytska Musik- und Gedenkmuseum in Lwiw entstand, das 1991 eröffnet wurde.